# 高野房太郎
高野 房太郎（たかの ふさたろう、1869年1月6日（明治元年11月24日）-1904年3月12日）は明治期日本の労働組合運動の先駆者。長崎県長崎市出身。日本の社会科学者の一人。社会統計学者の高野岩三郎は弟。

## 来歴
長崎銀屋町で生まれる。幼名は久太郎で、父は仕立業を営んでいた。1877年に家族とともに東京に移り、父は現在の千代田区東神田付近の自宅兼店舗で旅館兼廻漕業の「長崎屋」を新たに始める。1879年8月に若くして父が死去し、長男の高野は形式上戸主となった。さらに、1881年2月に火災で「長崎屋」は焼失した。「長崎屋」は近辺に移転する形で営業を再開したが、この年に公立江東小学校の高等小学校（現・墨田区立両国小学校）を卒業した高野は、横浜に住む伯父の汽船問屋兼旅館に住み込みで働き、夜は横浜商法学校（現・横浜市立横浜商業高等学校）に通学した。この時代、横浜商法学校生をはじめとする青年による「講学会」という学習結社に所属して活動し、講師として高田早苗らを招くなどしている。
1886年、4月に伯父が急死したことをきっかけとして、12月に渡米した。渡米後、約半年間サンフランシスコ近郊のオークランドで「スクールボーイ」と呼ばれた使用人の職に就く。次いで、ポイント・アリーナ（en）という町の製材所に勤めたが、1887年10月には約1ヶ月間一時帰国した。その目的は、アメリカで起業するための資金調達と商品の仕入れであったとみられている。またこの一時帰国の際に読売新聞の社友として通信員（無給に近かったと推定されている）となり、同年12月22日付の紙面に「O.T.F」の筆名で「米国桑港通信」が掲載されたのが初の記事となった。これは当時の主筆だった高田早苗との縁によるものであろうと二村一夫は述べている。帰米後、サンフランシスコに日本雑貨の店を共同出資により開くが、1年と経たずに閉店に追い込まれた。店を失った高野はポイント・アリーナを皮切りにシアトル・タコマと移って仕事をした（タコマではレストランの共同経営者だった）のち、英語を本格的に勉強したいという理由で1890年10月にサンフランシスコに戻った。この間に高野は労働運動について知り、興味を示すようになったと推測されている。サンフランシスコでは様々な職を転々としながら、1891年1月から授業料の不要なサンフランシスコ商業学校に通学した。この年、靴職人の城常太郎、洋服仕立て職人の澤田半之助ら、サンフランシスコ地方在住の数名の日本人とともに職工義友会を組織する。8月には｢日本に於ける労働問題｣という論説記事が、読売新聞の1面トップに4日間掲載された。また、11月にアメリカの労働運動研究者ジョージ・ガントンの著書『富と進歩("Wealth and Progress")』に出会い、大きな影響を受けた。
1892年にサンフランシスコ商業学校を卒業。高野は経済的理由で1892年に入った頃に通学をやめていたが、学校側の都合で卒業式を延期していたことに加え、学業成績も良好だったことから認められたものであった。学業を終えてフルタイムで働けるようになった高野は再びタコマに移り、仕事の稼ぎを実家への仕送りのほか経済学書の購入に充てて勉学した。この年、再度の一時帰国後、アメリカ東部に旅立ち、翌1893年にはシカゴ万国博覧会を日本物産即売所で働きながら観覧した。1894年3月、滞在先のマサチューセッツ州グレートバーリントン（en）からアメリカ労働総同盟（AFL）会長のサミュエル・ゴンパーズに手紙を送る。ゴンパーズからは好意的な返書が届き、その後もAFLの機関紙である"American Federationist"への寄稿を勧められるなど、知遇を得た。
同年4月、ニューヨークに移り、アメリカ海軍の雇員（艦艇の食堂従業員）として採用される。約半年間はニューヨーク市内に居住して、ゴンパーズや労働騎士団のジョン・ヘイズをはじめ、多く労働運動家と文通し、運動についての助言や知識を得た。9月4日にはゴンパーズと面会する。ゴンパーズは高野を日本担当のAFLのオルグに任命した。10月には"American Federationist"第1巻第8号に論文"Labor Movement in Japan"が掲載された。
10月1日付で高野はアメリカ海軍の砲艦マチアス（en）に配属され、マチアスは11月に出港して東回りでアジアへと向かった。マチアスの厨房・食堂従業員はすべて日本人であった。1895年4月に故郷の長崎に寄港、親族（姉と義兄）と面会した。その後、マチアスは中国の黄海沿岸から長江をパトロール目的で航行し、この間に高野は英語による論文の執筆（いずれも雑誌に掲載）やアメリカとの文通をおこなっている。乗務中に執筆した論文の中には上海での紡績工場ストライキを取り上げたものがあり、滞在先での見聞も生かしていた。
1896年6月にマチアスが横浜に入港したあと、未払い分の賃金を受け取ることなく、脱艦する形で帰国した。 帰国直後は横浜で英字紙『デイリー・アドヴァタイザー』の翻訳記者を務めた。
翌1897年に東京で改めて職工義友会を結成し、檄文として会が発行した「職工諸君に寄す」は高野の執筆とされる。同年、職工義友会を改組する形で片山潜らと労働組合期成会を結成した。日本最初の労働機関紙である『労働世界』も創刊された。しかし、労働組合主義を唱える高野は、社会主義に傾斜した片山らと次第に対立した（詳細後述）。1899年、消費組合である共栄社を設立してその運営に軸足を置いたが成功せず、1900年に組合運動から突如離脱し、中国に渡る。
1904年3月12日、ドイツ帝国の租借地であった、青島のドイツ病院で死去した。墓所は文京区吉祥寺。

## 思想
労働問題に対処するための思想や運動には積極的な取り締まり方針を打ち出していた政府以外に三種類の系統が存在していたが、高野が所属したのはそのうちの一種類である「労働組合主義」である。サミュエル・ゴンパーズに教えを得て、熟練労働者の横断的な労働組合の効用があることや、産業の発展と賃金の上昇の結びつきがあるという考えを持っていた。そのうえで、労使協調の支持者であった。また社会主義には反対していたため、治安警察法の実施を契機に急速に社会主義に向かった片山潜との間には溝ができ始めた。また、ゴンパーズと違った考えも持っていて、高野は「名望ある有識家」の誘導によって、労働者を助け、友愛組合的な自助主義的な労働組合をつくるということを考えていた。
また日本では当時、労働運動において、先進国内ではかなり遅れており、日本人の古い思想や生活習慣にプロレタリア意識を押し付けることは不可能であった。日本人の労働への意識改革に取り組んだ一人でもある。

## 参考サイト
- 二村一夫著作集 第6巻『高野房太郎とその時代』総目次
- 法政大学大原社会問題研究所　大原デジタルミュージアム　高野房太郎と労働組合の誕生

## 関連文献
- 大島清『高野岩三郎伝』岩波書店、1968年